# Ngòi Cáo Xóc
Ngòi Cáo Xóc là một con sông đổ ra Sông Chảy.
Sông có chiều dài 11 km và diện tích lưu vực là 33 km². Ngòi Cáo Xóc chảy qua các tỉnh Tuyên Quang, Phú Thọ .